# María de los Ángeles Ortiz
María de los Ángeles Ortíz Hernández (Comalcalco, 18 de febrero de 1973) es una deportista mexicana que compitió en atletismo adaptado, especialista en lanzamiento de peso y lanzamiento de bala.
Fue parte del conjunto femenino mexicano que asistió a los Juegos Paralímpicos de Pekín 2008 donde ganó la medalla de plata en lanzamiento de peso; por otro lado, en los Juegos Paralímpicos de Londres 2012 recibió la medalla de oro en la misma disciplina dentro de la categoría F57/58. Adicionalmente, y en este último torneo, con 1015 puntos superó la plusmarca mundial en tal especialidad. Repitió su medalla de oro en Río 2016.
A nivel continental, participó en los Juegos Parapanamericanos de 2007 en Río de Janeiro y en los Juegos Parapanamericanos de 2011 en Guadalajara donde recibió la presea dorada en lanzamiento de bala y la medalla de plata en lanzamiento de disco; por otro lado, el mismo año 2011 superó el récord mundial de lanzamiento de bala con una distancia de 11 metros 21centímetros en el Campeonato Mundial de Atletismo Adaptado de Christchurch.
Para 2015, rompe su marca personal hasta ese momento con 9.96 m en los Juegos Parapanamericanos de Toronto, en los que obtiene una medalla de oro. En 2018, logró romper el record mundial durante el Gran Prix de Atletismo de Dubai, aunque se quedó con la medalla de plata.
En 2019 obtuvo la medalla de oro en la categoría F57, con un registro de 10.57 metros, nuevo récord en los Juegos Panaparamericanos Lima 2019.
Durante los Juegos Panamericanos 2023 en Santiago de Chile, obtuvo la presea dorada con récord de América, en la final de impulso de bala F57, con una marca de 10.39 metros, mientras que en el Grand Prix de Jesolo, Italia de 2023, obtuvo la medalla de plata en la prueba de lanzamiento de disco F57.
Su quinta participación en Juegos Paralímpicos la llevará a cabo en París 2024, después de conseguir su pase al obtener el cuarto lugar en impulso de la bala F57, con su mejor registro de la temporada con 10.44 metros, en el Campeonato Mundial de Para Atletismo París 2023 y está programando su retiro en los Juegos Paralímpicos de Los Angeles 2028.
Además, durante noviembre de 2011 recibió el Premio Nacional de Deportes 2011 de México, junto a Yahel Castillo, Yadira Lira y Adrián González.

## Otros galardones
Ha recibido más de 14 galardones a nivel internacional, entre ellos: 
- Premio Nacional del Deporte (2011).
- Premio Jorge Calles Broca.
- Premio Juchimán de Plata.
- Premio Luchadora Olmeca.

### Palmarés
| Medallas | Medallas                       | Medallas                 | Medallas         | Medallas                   |
| Año      | Lugar                          | Competencia              | Medalla          | Categoría                  |
| -------- | ------------------------------ | ------------------------ | ---------------- | -------------------------- |
| 2023     | Jesolo (Italia)                | Grand Prix               | Medalla de plata | Lanzamiento de disco F57   |
| 2023     | Santiago (Chile)               | Juegos Parapanamericanos | Medalla de oro   | Lanzamiento de peso F57    |
| 2019     | Lima (Perú)                    | Juegos Parapanamericanos | Medalla de oro   | Lanzamiento de disco F57   |
| 2018     | Dubai (Emiratos Árabes Unidos) | Grand Prix               | Medalla de plata | Lanzamiento de peso F56-57 |
| 2016     | Río (Brasil)                   | Juegos Paralímpicos      | Medalla de oro   | Lanzamiento de peso F56-57 |
| 2015     | Toronto (Canadá)               | Juegos Parapanamericanos | Medalla de oro   | Lanzamiento de peso        |
| 2012     | Londres (Inglaterra)           | Juegos Paralímpicos      | Medalla de oro   | Lanzamiento de peso F57-58 |
| 2011     | Guadalajara (México)           | Juegos Parapanamericanos | Medalla de oro   | Lanzamiento de peso        |
| 2011     | Guadalajara (México)           | Juegos Parapanamericanos | Medalla de plata | Lanzamiento de disco       |
| 2008     | Pekín (China)                  | Juegos Paralímpicos      | Medalla de plata | Lanzamiento de peso F57-58 |
| 2007     | Río (Brasil)                   | Juegos Parapanamericanos | Medalla de oro   | Lanzamiento de peso        |